# Michael Geist
Michael Allen Geist, né le 11 juillet 1968, est un professeur et théoricien canadien spécialisé dans la propriété intellectuelle. En 2010, il occupe une chaire universitaire  à l'université d'Ottawa au Canada : la Canada Research Chair in Internet and E-Commerce Law.

## Biographie
Michael Geist détient un Bachelor of Laws du Osgoode Hall Law School (Canada), un Master of Laws de l'université de Cambridge (Angleterre) et un Doctor of Laws du Columbia Law School (États-Unis).
Depuis 1999, il tient un blogue qui présente ses opinions sur le droit de la propriété intellectuelle au Canada.
De 2010 à 2013, il publie des éditoriaux (columns) sur l'incidence des nouvelles technologies en lien avec la propriété intellectuelle. Ses éditoriaux sont publiés dans The Vancouver Sun, Toronto Star et Ottawa Citizen.
En 2010, Managing Intellectual Property a jugé qu'il est l'un des 50 personnes les plus influentes au monde dans le domaine de la propriété intellectuelle.
En 2013, il est professeur de droit à l'université d'Ottawa au Canada.

## Publications
- (en) Michael Geist (dir.), In the Public Interest : The Future of Canadian Copyright Law, Irwin Law, septembre 2005, 608 p. (ISBN 978-1-55221-113-7, présentation en ligne)

- (en) Michael Geist, “Radical Extremism” to “Balanced Copyright” : Canadian Copyright and the Digital Agenda, Irwin Law, octobre 2010, 652 p. (ISBN 978-1-55221-204-2, présentation en ligne)

- (en) Michael Geist (dir.), The Copyright Pentalogy : How the Supreme Court of Canada Shook the Foundations of Canadian Copyright Law, Ottawa, University of Ottawa Press, avril 2013, 456 p. (ISBN 978-0-7766-0801-3) L'ouvrage au format électronique est diffusé sous une licence Creative Commons : .